# Kali Flanagan
Kali Flanagan (née le 19 septembre 1995 à Burlington dans l'État du Massachusetts) est une joueuse de hockey sur glace américaine évoluant dans la ligue élite en tant que défenseure. Elle a remporté une médaille d'or aux Jeux olympiques de Pyeongchang en 2018. Elle a également représenté les États-Unis dans un championnat du monde, remportant une médaille d'or.

## Biographie

### En club
Kali Flanagan réalise sa carrière universitaire auprès des Eagles de Boston College en cinq années, dont une année de césure pour la préparation des Jeux olympiques de Pyeongchang. Elle fait partie des dix meilleures défenseures de l'histoire de l'équipe, en ayant inscrit 72 points (7e place), 19 buts (7eplace) et 53 mentions d'aides (8e place).

### En équipe nationale
Elle représente pour la première fois l'équipe nationale des États-Unis pour le championnat du monde 2017 où elle remporte une médaille d'or puis participe à la Coupe des quatre nations la même année. Par la suite elle fait partie de la sélection des Jeux olympiques de 2018 et remporte une médaille olympique.

## Statistiques

### En club
| Saison      | Équipe                   | Ligue       |                            | Saison régulière           | Saison régulière           | Saison régulière           | Saison régulière           | Saison régulière           |                            | Séries éliminatoires       | Séries éliminatoires       | Séries éliminatoires       | Séries éliminatoires | Séries éliminatoires |
| Saison      | Équipe                   | Ligue       | PJ                         | B                          | A                          | Pts                        | Pun                        | PJ                         | B                          | A                          | Pts                        | Pun                        |                      |                      |
| 2014-2015   | Eagles de Boston College | NCAA        | 39                         | 3                          | 6                          | 9                          | 2                          |                            |                            |                            |                            |                            |                      |                      |
| 2015-2016   | Eagles de Boston College | NCAA        | 41                         | 6                          | 18                         | 24                         | 12                         |                            |                            |                            |                            |                            |                      |                      |
| 2016-2017   | Eagles de Boston College | NCAA        | 39                         | 5                          | 14                         | 19                         | 4                          |                            |                            |                            |                            |                            |                      |                      |
| 2018-2019   | Eagles de Boston College | NCAA        | 38                         | 5                          | 15                         | 20                         | 4                          |                            |                            |                            |                            |                            |                      |                      |
| 2019-2020   | New England              | PWHPA       | Statistiques indisponibles | Statistiques indisponibles | Statistiques indisponibles | Statistiques indisponibles | Statistiques indisponibles | Statistiques indisponibles | Statistiques indisponibles | Statistiques indisponibles | Statistiques indisponibles | Statistiques indisponibles |                      |                      |
| 2020-2021   | New Hampshire            | PWHPA       | 6                          | 0                          | 1                          | 1                          | 4                          |                            |                            |                            |                            |                            |                      |                      |
| 2021-2022   | Pride de Boston          | PHF         | 14                         | 0                          | 4                          | 4                          | 6                          | 3                          | 2                          | 3                          | 5                          | 2                          |                      |                      |
| 2022-2023   | Pride de Boston          | PHF         | 21                         | 3                          | 13                         | 16                         | 6                          | 2                          | 0                          | O                          | O                          | 2                          |                      |                      |
| Totaux NCAA | Totaux NCAA              | Totaux NCAA | 157                        | 19                         | 53                         | 72                         | 22                         |                            |                            |                            |                            |                            |                      |                      |

### En équipe nationale
| Année | Équipe     | Compétition          |   | PJ | B | A | Pts | Pun           |  | Résultat |
| 2017  | États-Unis | Championnat du monde | 5 | 0  | 0 | 0 | 0   | Médaille d'or |  |          |
| 2018  | États-Unis | Jeux olympiques      | 5 | 0  | 0 | 0 | 0   | Médaille d'or |  |          |